# Lijst van spelers van het Argentijnse voetbalelftal
Deze lijst van spelers van het Argentijns voetbalelftal geeft een overzicht van alle voetballers die minimaal dertig interlands achter hun naam hebben staan voor Argentinië. Vetgedrukte spelers zijn spelers die in 2024 nog voor de nationale ploeg uitgekomen.

## Overzicht
- Bijgewerkt tot en met 1 februari 2025

| Naam speler               | Debuut | Laatst | Interlands | Goals |
| ------------------------- | ------ | ------ | ---------- | ----- |
| Lionel Messi              | 2005   | 2024   | 191        | 112   |
| Javier Mascherano         | 2003   | 2018   | 147        | 3     |
| Ángel Di María            | 2008   | 2024   | 145        | 31    |
| Javier Zanetti            | 1994   | 2011   | 145        | 6     |
| Nicolás Otamendi          | 2009   | 2024   | 123        | 7     |
| Roberto Ayala             | 1994   | 2007   | 115        | 7     |
| Diego Simeone             | 1988   | 2002   | 106        | 11    |
| Sergio Agüero             | 2006   | 2021   | 101        | 41    |
| Oscar Ruggeri             | 1983   | 1994   | 97         | 7     |
| Sergio Romero             | 2009   | 2018   | 96         | 0     |
| Diego Maradona            | 1977   | 1994   | 91         | 34    |
| Ariel Ortega              | 1993   | 2010   | 87         | 17    |
| Gabriel Batistuta         | 1991   | 2002   | 77         | 54    |
| Carlos Tévez              | 2004   | 2015   | 76         | 13    |
| Rodrigo De Paul           | 2018   | 2024   | 75         | 2     |
| Gonzalo Higuaín           | 2009   | 2018   | 75         | 31    |
| Juan Pablo Sorín          | 1995   | 2006   | 75         | 11    |
| Américo Gallego           | 1975   | 1982   | 73         | 3     |
| Juan Sebastián Verón      | 1996   | 2010   | 73         | 9     |
| Gabriel Heinze            | 2003   | 2010   | 72         | 3     |
| Leandro Paredes           | 2017   | 2024   | 70         | 5     |
| Lautaro Martínez          | 2017   | 2024   | 70         | 32    |
| Daniel Passarella         | 1976   | 1986   | 70         | 22    |
| Nicolás Tagliafico        | 2017   | 2024   | 67         | 1     |
| Éver Banega               | 2008   | 2018   | 65         | 6     |
| Hernán Crespo             | 1995   | 2007   | 64         | 35    |
| Marcos Acuna              | 2016   | 2024   | 61         | 0     |
| Giovani Lo Celso          | 2017   | 2024   | 61         | 3     |
| Fernando Gago             | 2007   | 2017   | 61         | 0     |
| Marcos Rojo               | 2011   | 2019   | 61         | 3     |
| Alberto Tarantini         | 1974   | 1982   | 61         | 1     |
| Jorge Olguin              | 1976   | 1982   | 60         | 0     |
| Roberto Sensini           | 1987   | 2000   | 60         | 0     |
| Jorge Burruchaga          | 1983   | 1990   | 59         | 13    |
| Lucas Biglia              | 2011   | 2018   | 58         | 1     |
| Pablo Zabaleta            | 2005   | 2016   | 58         | 0     |
| Ubaldo Fillol             | 1974   | 1985   | 58         | 0     |
| Maximiliano Rodríguez     | 2003   | 2014   | 57         | 14    |
| Walter Samuel             | 1999   | 2010   | 57         | 4     |
| Cristian González         | 1995   | 2005   | 56         | 10    |
| René Houseman             | 1973   | 1979   | 55         | 13    |
| Claudio López             | 1995   | 2003   | 55         | 10    |
| Osvaldo Ardiles           | 1975   | 1982   | 53         | 8     |
| Ricardo Giusti            | 1983   | 1990   | 53         | 0     |
| Pablo Aimar               | 1999   | 2009   | 52         | 8     |
| Esteban Cambiasso         | 2003   | 2011   | 52         | 4     |
| Juan Román Riquelme       | 1997   | 2008   | 51         | 17    |
| Martín Demichelis         | 2005   | 2016   | 51         | 2     |
| Ezequiel Lavezzi          | 2007   | 2016   | 51         | 9     |
| Claudio Caniggia          | 1987   | 2002   | 50         | 16    |
| Emiliano Martínez         | 2021   | 2024   | 49         | 0     |
| Roberto Abbondanzieri     | 2004   | 2008   | 49         | 0     |
| Nicolás Burdisso          | 2003   | 2011   | 49         | 2     |
| Nahuel Molina Molina      | 2021   | 2024   | 48         | 1     |
| Miguel Ángel Brindisi     | 1969   | 1974   | 46         | 17    |
| Leopoldo Luque            | 1975   | 1981   | 45         | 22    |
| Marcelo Gallardo          | 1994   | 2003   | 44         | 14    |
| Lucho González            | 2003   | 2011   | 44         | 6     |
| Sergio Goycochea          | 1987   | 1994   | 44         | 0     |
| José Salomón              | 1940   | 1946   | 44         | 0     |
| José Chamot               | 1993   | 2002   | 43         | 2     |
| Oreste Corbatta           | 1956   | 1962   | 43         | 18    |
| Mario Kempes              | 1973   | 1982   | 43         | 20    |
| Gabriel Milito            | 2000   | 2011   | 42         | 1     |
| Antonio Roma              | 1956   | 1967   | 42         | 0     |
| Julián Álvarez Álvarez    | 2021   | 2024   | 42         | 11    |
| Germán Pezzella           | 2017   | 2024   | 42         | 3     |
| Oscar Garré               | 1983   | 1988   | 41         | 0     |
| Federico Vairo            | 1955   | 1958   | 41         | 1     |
| José Daniel Valencia      | 1975   | 1982   | 41         | 5     |
| Nicolás González González | 2019   | 2024   | 41         | 6     |
| Matías Almeyda            | 1996   | 2003   | 40         | 1     |
| Javier Saviola            | 2000   | 2007   | 40         | 11    |
| Cristian Romero           | 2021   | 2024   | 40         | 3     |
| José Albrecht             | 1961   | 1969   | 39         | 3     |
| Sergio Batista            | 1985   | 1990   | 39         | 0     |
| Nelson Vivas              | 1994   | 2003   | 39         | 1     |
| Fabricio Coloccini        | 2003   | 2013   | 39         | 1     |
| Paulo Dybala              | 2009   | 2023   | 38         | 3     |
| Nery Pumpido              | 1983   | 1990   | 38         | 0     |
| Américo Tesoriere         | 1919   | 1925   | 38         | 0     |
| Abel Balbo                | 1989   | 1998   | 37         | 11    |
| Martín Demichelis         | 2005   | 2011   | 37         | 2     |
| Pedro Calomino            | 1912   | 1924   | 37         | 5     |
| Juan Héctor Guidi         | 1956   | 1961   | 37         | 0     |
| Ángel Labruna             | 1942   | 1958   | 37         | 17    |
| Juan Lombardo             | 1952   | 1959   | 37         | 0     |
| Oscar Mas                 | 1965   | 1972   | 37         | 10    |
| Roberto Perfumo           | 1966   | 1974   | 37         | 0     |
| José Luis Brown           | 1983   | 1990   | 36         | 1     |
| Juan Domingo Brown        | 1906   | 1916   | 36         | 2     |
| Gonzalo Montiel           | 2019   | 2024   | 36         | 1     |
| Alexis Mac Allister       | 2019   | 2024   | 36         | 3     |
| Germán Burgos             | 1995   | 2002   | 35         | 0     |
| Pedro Dellacha            | 1953   | 1958   | 35         | 0     |
| Rodolfo Fischer           | 1967   | 1972   | 35         | 12    |
| Enrique García            | 1935   | 1943   | 35         | 9     |
| Antonio Sastre            | 1933   | 1941   | 35         | 6     |
| Ludovico Bidoglio         | 1921   | 1928   | 34         | 0     |
| Luis Galván               | 1975   | 1982   | 34         | 0     |
| Ángel Medici              | 1922   | 1928   | 34         | 0     |
| José Manuel Moreno        | 1936   | 1950   | 34         | 19    |
| Antonio Rattin            | 1959   | 1969   | 34         | 1     |
| Juan Alberto Barbas       | 1979   | 1985   | 33         | 0     |
| Leonardo Astrada          | 1991   | 1999   | 32         | 1     |
| Federico Fernández        | 2011   | 2014   | 32         | 2     |
| Ezequiel Garay            | 2007   | 2015   | 32         | 0     |
| Gustavo López             | 1994   | 2003   | 32         | 4     |
| Rubén Navarro             | 1960   | 1963   | 32         | 0     |
| Exequiel Palacios         | 2018   | 2024   | 32         | 0     |
| José Basualdo             | 1989   | 1995   | 31         | 0     |
| Raúl Belén                | 1959   | 1963   | 31         | 9     |
| Ricardo Bertoni           | 1974   | 1982   | 31         | 12    |
| Norberto Méndez           | 1945   | 1956   | 31         | 19    |
| Guido Rodríguez           | 2017   | 2024   | 30         | 1     |
| Ángel Bargas              | 1971   | 1974   | 30         | 1     |
| Jorge Carrascosa          | 1970   | 1977   | 30         | 1     |
| Ramón Heredia             | 1971   | 1974   | 30         | 2     |
| Luis Islas                | 1984   | 1994   | 30         | 0     |
| Diego Milito              | 2003   | 2010   | 30         | 4     |
| Ermindo Onega             | 1960   | 1967   | 30         | 11    |
| Sergio Vázquez            | 1991   | 1994   | 30         | 0     |

AUF · A-internationals · Selecties · Bondscoaches · Argentijns vrouwenelftal · Olympisch elftal · Argentinië U21 · Argentinië U20 · Argentinië U19 · Argentinië U18 · Argentinië U17
1900 – 1909 ·
1910 – 1919 ·
1920 – 1929 ·
1930 – 1939 ·
1940 – 1949 ·
1950 – 1959 ·
1960 – 1969 ·
1970 – 1979 ·
1980 – 1989 ·
1990 – 1999 ·
2000 – 2009 ·
2010 – 2019 ·
2020 − 2029
WK 1930 · 
WK 1934 · 
WK 1958 · 
WK 1962 · 
WK 1966 · 
WK 1974 · 
WK 1978 · 
WK 1982 · 
WK 1986 · 
WK 1990 · 
WK 1994 · 
WK 1998 · 
WK 2002 · 
WK 2006 · 
WK 2010 · 
WK 2014 · 
WK 2018 ·
WK 2022
OS 1928 · 
OS 1988 · 
OS 1996 · 
OS 2004 · 
OS 2008 · 
OS 2016 · 
OS 2020
1902 · 
1903 · 
1904 · 
1905 · 
1906 · 
1907 · 
1908 · 
1909 ·
1910 · 
1911 · 
1912 · 
1913 · 
1914 · 
1915 · 
1916 · 
1917 · 
1918 · 
1919 ·
1920 · 
1921 · 
1922 · 
1923 · 
1924 · 
1925 · 
1926 · 
1927 · 
1928 · 
1929 ·
1930 · 
1931 · 
1932 · 
1933 · 
1934 · 
1935 · 
1936 · 
1937 · 
1938 · 
1939 ·
1940 · 
1941 · 
1942 · 
1943 · 
1944 · 
1945 · 
1946 · 
1947 · 
1948 · 1949 · 
1950 · 
1951 · 
1952 · 
1953 · 
1954 · 
1955 · 
1956 · 
1957 · 
1958 · 
1959 ·
1960 · 
1961 · 
1962 · 
1963 · 
1964 · 
1965 · 
1966 · 
1967 · 
1968 · 
1969 ·
1970 · 
1971 · 
1972 · 
1973 · 
1974 · 
1975 · 
1976 · 
1977 · 
1978 · 
1979 ·
1980 · 
1981 · 
1982 · 
1983 · 
1984 · 
1985 · 
1986 · 
1987 · 
1988 · 
1989 ·
1990 ·
1991 · 
1992 · 
1993 · 
1994 · 
1995 · 
1996 · 
1997 · 
1998 · 
1999 · 
2000 · 
2001 · 
2002 · 
2003 · 
2004 · 
2005 · 
2006 · 
2007 · 
2008 · 
2009 · 
2010 · 
2011 · 
2012 · 
2013 · 
2014 ·
2015 ·
2016 ·
2017 ·
2018 ·
2019 ·
2020 ·
2021 ·
2022 ·
2023
Albanië ·
Algerije ·
Angola ·
Australië ·
België ·
Bolivia ·
Bosnië en Herzegovina · 
Brazilië ·
Bulgarije ·
Canada ·
Chili ·
China ·
Colombia ·
Costa Rica · 
Curaçao ·
Denemarken ·
DDR ·
Duitsland ·
Ecuador ·
Egypte ·
El Salvador ·
Engeland ·
Estland ·
Frankrijk ·
Ghana ·
Griekenland ·
Guatemala ·
Haïti ·
Honduras ·
Hongarije ·
Hongkong ·
Ierland ·
IJsland ·
India ·
Indonesië ·
Irak ·
Iran ·
Israël ·
Italië ·
Ivoorkust ·
Jamaica ·
Japan ·
Joegoslavië ·
Kameroen ·
Kroatië ·
Libië ·
Litouwen · 
Marokko ·
Mexico ·
Nederland ·
Nicaragua ·
Nigeria ·
Noord-Ierland ·
Noorwegen ·
Oostenrijk ·
Panama ·
Paraguay ·
Peru ·
Polen ·
Portugal · 
Qatar ·
Roemenië ·
Rusland · 
Saoedi-Arabië · 
Schotland ·
Servië en Montenegro ·
Singapore ·
Slovenië ·
Slowakije ·
Sovjet-Unie ·
Spanje ·
Trinidad en Tobago ·
Tsjecho-Slowakije ·
Tunesië ·
Uruguay ·
Venezuela ·
Verenigde Arabische Emiraten ·
Verenigde Staten ·
Wales ·
Wit-Rusland · 
Zuid-Afrika ·
Zuid-Korea ·
Zweden ·
Zwitserland
Australië (2022) ·
België (2014) ·
Bosnië en Herzegovina (2014) ·
Brazilië (1982) ·
Brazilië (2005) ·
Denemarken (1995) ·
Duitsland (2006) ·
Duitsland (2014) ·
Frankrijk (2018) ·
Frankrijk (2022) ·
IJsland (2018) ·
Iran (2014) ·
Italië (1982) ·
Ivoorkust (2006) ·
Kroatië (2018) ·
Kroatië (2022) ·
Mexico (2006) ·
Nederland (1978) ·
Nederland (2006) ·
Nederland (2014) ·
Nederland (2022) ·
Nigeria (2010) ·
Nigeria (2014) ·
Nigeria (2018) ·
Saoedi-Arabië (1992) ·
Saoedi-Arabië (2022) · 
Servië en Montenegro (2006) ·
West-Duitsland (1986) · West-Duitsland (1990) ·
Zwitserland (2014)